# La casa que arde de noche (pel·lícula)
La casa que arde de noche és el títol d'una pel·lícula mexicana del gènere dramàtic estrenada en 1985 i dirigida per René Cardona Jr. Està basada en la novel·la homònima escrita per Ricardo Garibay.

## Sinopsi
Una prostituta ingressa a un bordell i estableix una rivalitat disfressada d'afecte amb l'anciana propietària. Aconsegueix apropiar-se del negoci i de l'amant de l'anciana. Després de disputes amb l'ara el seu amant, ella abandona el bordell, per a assabentar-se l'endemà que l'anciana ha mort.
Llavors, a causa d'un arravatament passional, la nova propietària incendia el bordell i mor juntament amb el seu amant.

## Repartiment
Sonia Infante, encapçala als personatges principals, i a més va ajudar a aixecar el projecte a través de la seva casa productora Produccions Pedro Infante. El coprotagonista és Salvador Pineda i també participa la primera actriu Carmen Montejo amb un rol d'importància.
L'elenc el completen, René Cardona, Carlos East, Lyn May, Janett Mass, Princesa Lea, Gabriela Roel i Ligia Escalante, entre els més destacats.